# Eugène Jansson

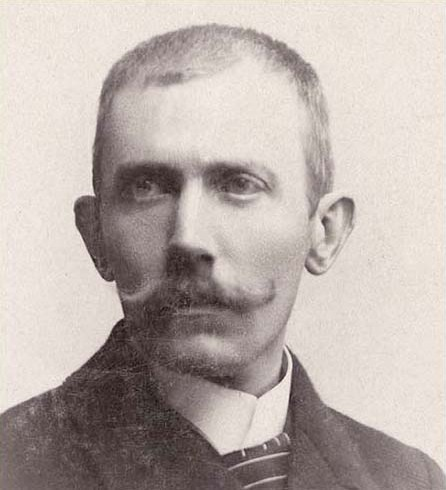
Fotografie von Eugène Jansson

Eugène Fredrik Jansson (geboren am 18. März 1862 in Stockholm; gestorben am 15. Juni 1915 in Nacka, Stockholms län) war ein schwedischer Maler. Zu seinem Werk im Stil des Spätimpressionismus und Symbolismus gehörten zunächst Stockholmer Stadtansichten im nächtlichen blauen Licht, bevor er sich in seiner späteren Schaffensphase männlichen Aktdarstellungen widmete.

## Leben und Werk

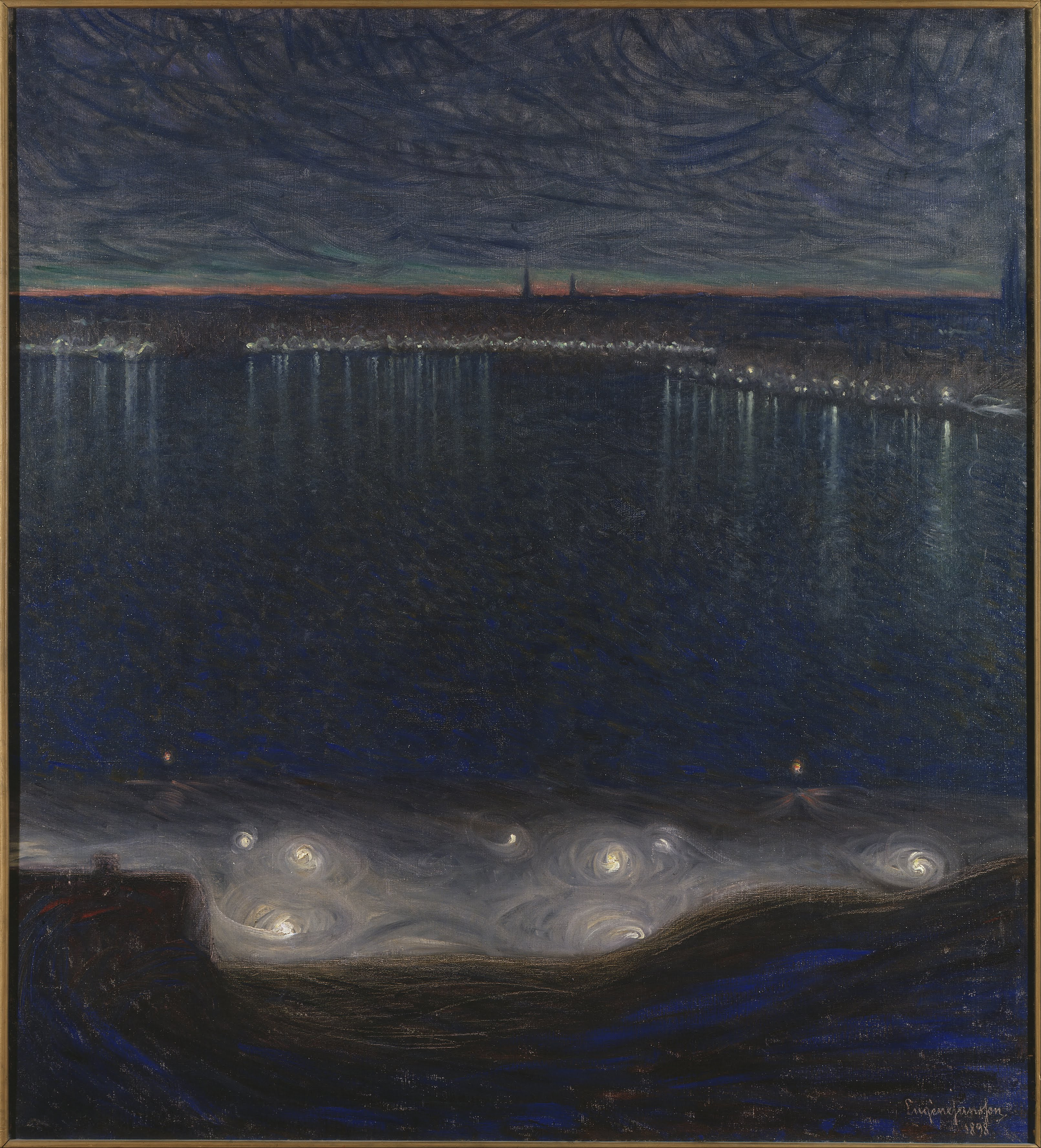
Eugène Jansson: Riddarfjärden i Stockholm, 1898

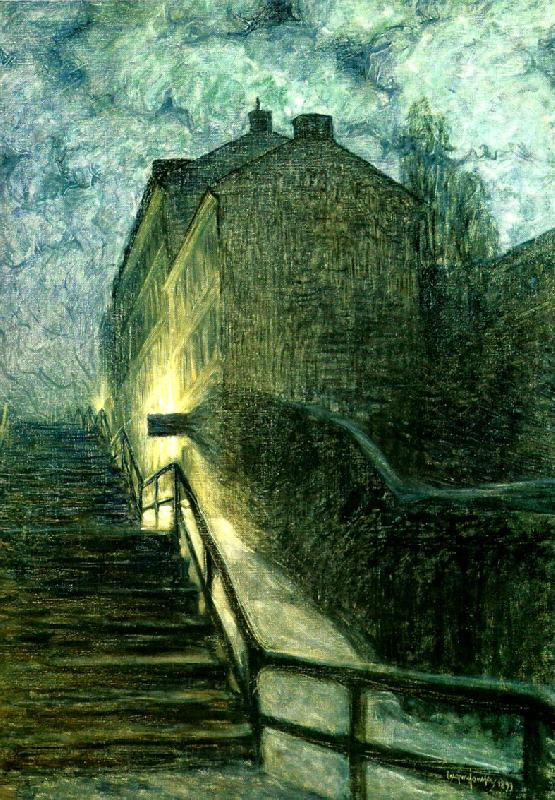
Eugène Jansson: Motiv fran Timmermansgatan, 1899

Eugène Jansson kam 1862 als Kind des Postboten Fredrik Ferdinand Jansson (1834–1891) und seiner Frau Eugenia Augusta Amalia, geborene Hedman (1842–1924), in Stockholm zur Welt. Sein 1871 geborener Bruder Adrian Jansson wurde später ebenfalls Künstler. Die Familie lebte in einer Dienstwohnung der Post in der Lilla Nygatan im Stadtviertel Gamla stan. Die Eltern legten großen Wert auf die Erziehung der Kinder, insbesondere die an Musik und Kunst interessierte Mutter förderte die beiden Söhne. Eugène Jansson besuchte zunächst die Deutsche Schule Stockholm und erhielt ab dem siebten Lebensjahr Klavierunterricht. Im Alter von 14 Jahren erkrankte er an Scharlach, wodurch dauerhaft sein Gehör und die Funktion seiner Nieren beeinträchtigt wurden. In der Folge musste Jansson den Klavierunterricht beenden und er besuchte seit dieser Zeit regelmäßig Sportvereine zur Stärkung seiner Gesundheit.
Nach Beendigung der Schulzeit arbeitete Jansson vorübergehend in einem Geschäft für Kurzwaren, bevor er von 1878 bis 1881 Kunst an der Slöjdskolan (später Tekniska skolan, heute Konstfack) studierte. Parallel wurde er Schüler in der Klasse des Malers Edvard Perséus. Mit dem Besuch der Kungliga Konsthögskolan Stockholm 1881–1882 beendete er sein Studium. Anders als einige seiner Studienkollegen, konnte sich Jansson aus finanziellen Gründen einen anschließenden Auslandsaufenthalt – beispielsweise in Frankreich – nicht leisten. Stattdessen arbeitete er zunächst als Assistent von Perséus und übernahm unterstützende Arbeiten bei der Erstellung seiner Gemälde. Janssons erste eigene Werke zeigen Porträts und Landschaften, darunter einige Stadtansichten. Einen ersten finanziellen Erfolg erzielte er mit Stillleben, die er 1885 auch zur Ausstellung der Künstlervereinigung Opponenterna einsandte.
Obwohl Jansson – möglicherweise aufgrund seiner Schwerhörigkeit – eher zurückgezogen lebte, stand er im regen Austausch mit anderen Künstlern. Hierzu gehörten der schwedische Prinz Eugen, Bruno Liljefors, Carl Larsson und Richard Bergh. 1886 schloss er sich der Gruppe Konstnärsförbundet an, die sich gegen die starren Regeln der Königlichen Kunstakademie stellte. Einen großen Einfluss auf Jansson übte der Maler Karl Nordström aus. Nordström kam 1888 aus Paris nach Stockholm zurück und brachte von dort neue malerische Impulse mit. Jansson kannte Werke der zeitgenössischen französischen Malerei bis dahin nicht aus eigener Anschauung und wurde von den mitgebrachten Ideen einer stimmungsvollen Landschaftsmalerei zu eigenen Werken inspiriert. So widmete er sich ab 1889 intensiv dem Sujet der Stadtansichten von Stockholm, dass mehr als ein Jahrzehnt sein Werk bestimmen sollte.
Nach dem Tod des Vaters 1891 zog Jansson mit seiner Mutter und dem Bruder Adrian ins Stadtviertel Mariaberget auf Södermalm, zunächst in eine Wohnung in der Timmermansgatan 2. Zwei Jahre später folgte aus finanziellen Gründen der Umzug in die Hornsgatan 7, wenig später ließ sich die Familie endgültig in der Bastugatan 40 nieder. Hier wohnte Jansson mit der Mutter und dem Bruder bis zu seinem Lebensende. Beim Blick aus den Fenstern der Wohnungen in Mariaberget fand Jansson seine Motive mit den Ansichten des Söder Mälarstrand und über den Riddarfjärden. Anfangs experimentierte er mit Pastellkreide, kehrte aber ab 1893 endgültig zur Ölmalerei zurück. 1895–1896 nahm er Unterricht in Radierung bei Axel Tallberg.
Neben den Motiven, die er vom erhöhten Blick seiner Wohnung aus malte, schuf Jansson Ansichten aus der Straßenperspektive und Arbeitersiedlungen am Stadtrand. Diese Stadtansichten sind in der Regel menschenleer und mit kräftigem Pinselstrich im nächtlichen dunkelblauen Licht gemalt. Die im Stil eines späten Impressionismus und Symbolismus entstandenen Gemälde zeigen eine spirituelle und traumhafte Stadtlandschaft, bei der es weniger um die genaue Wiedergabe topografischer Gegebenheiten ging, sondern es stand durch Vereinfachungen und den intensiven Einsatz von Farbe die Beschreibung von Stimmungen im Vordergrund. Der Erfolg mit diesen Bildern blieb vorerst aus, da der ungewöhnliche Malstil und das meist große Format dieser Gemälde nicht dem Geschmack des Publikums und der Kritik entsprachen.

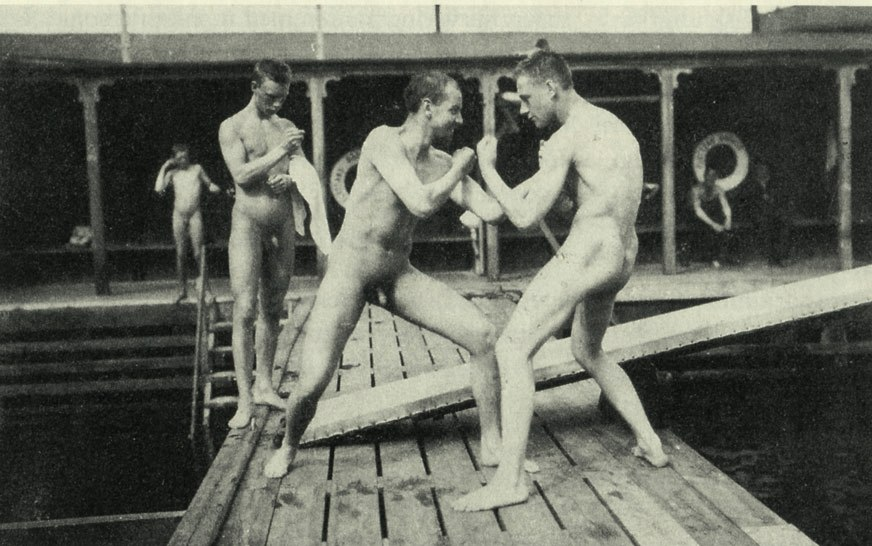
Eugène Jansson: Fotografie von Boxern im Schwimmbad

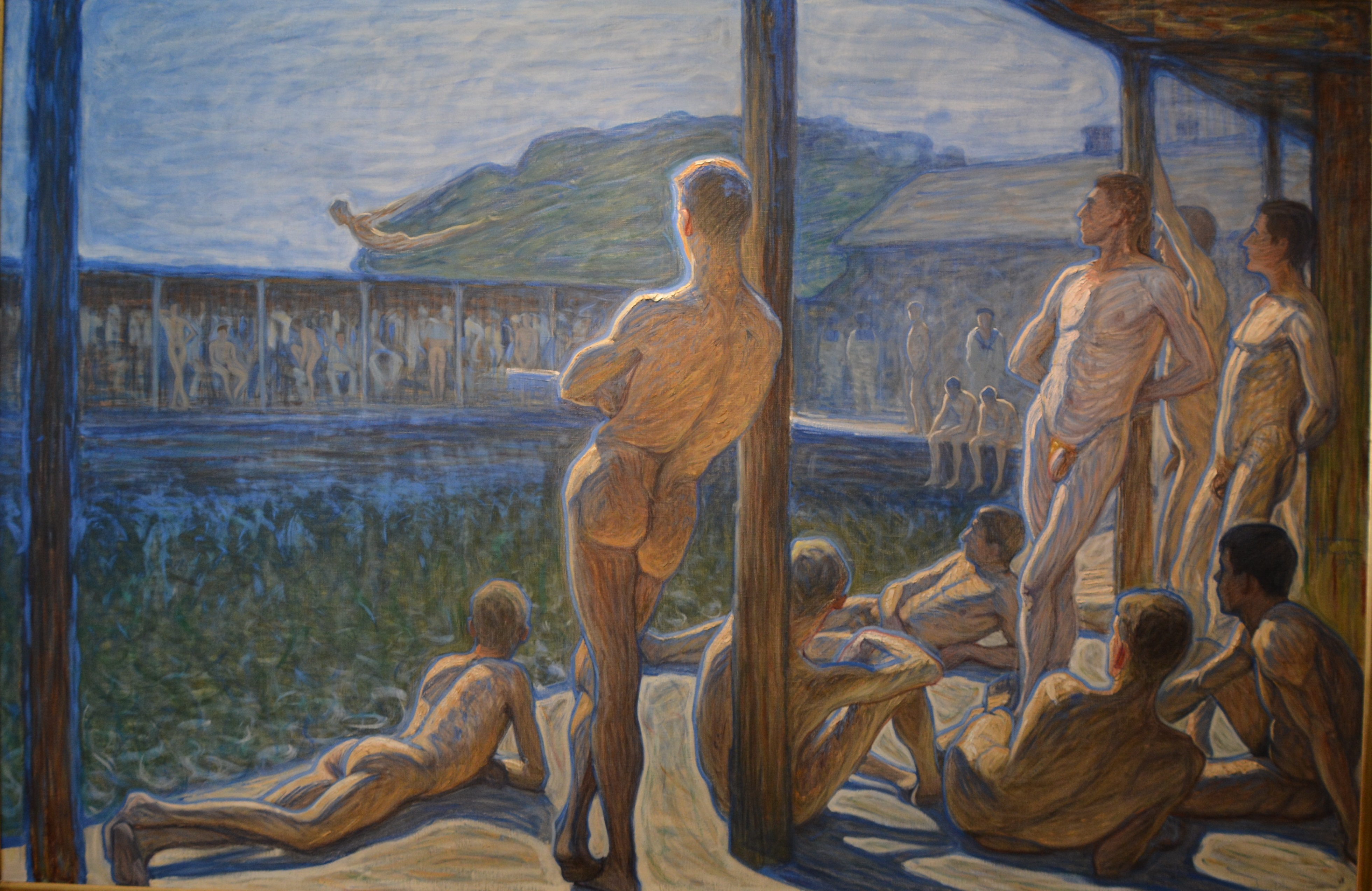
Eugène Jansson: Flottans badhus, 1907

In einer Ausstellung in Stockholm sah Jansson 1894 erstmals Werke des norwegischen Malers Edvard Munch. Dessen Bilder beeinflussten sowohl Janssons Landschaftsmalerei als auch sein Spätwerk. Darüber hinaus hatte der Maler Richard Bergh Einfluss auf das Werk von Jansson. Sein künstlerischer Durchbruch gelang ihm mit der Ansicht Riddarfjärden i Stockholm von 1898. Das Gemälde kam im Folgejahr als Geschenk von Kunstfreunden in den Besitz des Schwedischen Nationalmuseums. Zu dieser Zeit lernte er den wohlhabenden Bankier und Kunstsammler Ernest Thiel kennen, der sein wichtigster Mäzen wurde. Dieser sammelte vor allem Werke skandinavischer Künstler, darunter Arbeiten von Munch, Anders Zorn, Vilhelm Hammershøi und August Strindberg. Thiel erwarb eine Reihe von Janssons Gemälden und gab bei ihm 1902 ein Porträt in Auftrag. Es gehört neben der 1910 entstandenen Darstellung des befreundeten Schriftstellers Tor Hedberg und einigen Selbstbildnissen zu den wenigen Porträts aus Janssons Hand. Die bessere finanzielle Situation ermöglichte Jansson 1900 einen Studienaufenthalt in Frankreich und 1901 eine Reise nach Deutschland, Österreich und Italien. Diese Auslandsreisen blieben jedoch ohne erkennbaren Einfluss auf sein Werk.
1904 schuf Jansson seine letzte Stockholmer Stadtansicht. Das Motiv hatte sich für ihn erschöpft und er suchte nach neuen Themen. Er wandte sich nun der Darstellung männlicher Akte zu. Hierbei stand er in der Tradition antiker Aktdarstellungen und war Teil einer neuen Begeisterung für das Athletische, die in seiner Heimatstadt mit den Olympischen Spielen 1912 einen Höhepunkt fand. Er war fasziniert von der Schönheit der männlichen Körper, den Leistungen der Sportler und „huldigte ihren kraftvollen, ekstatischen Bewegungen“, wie der Autor Charles Sprawson feststellte.

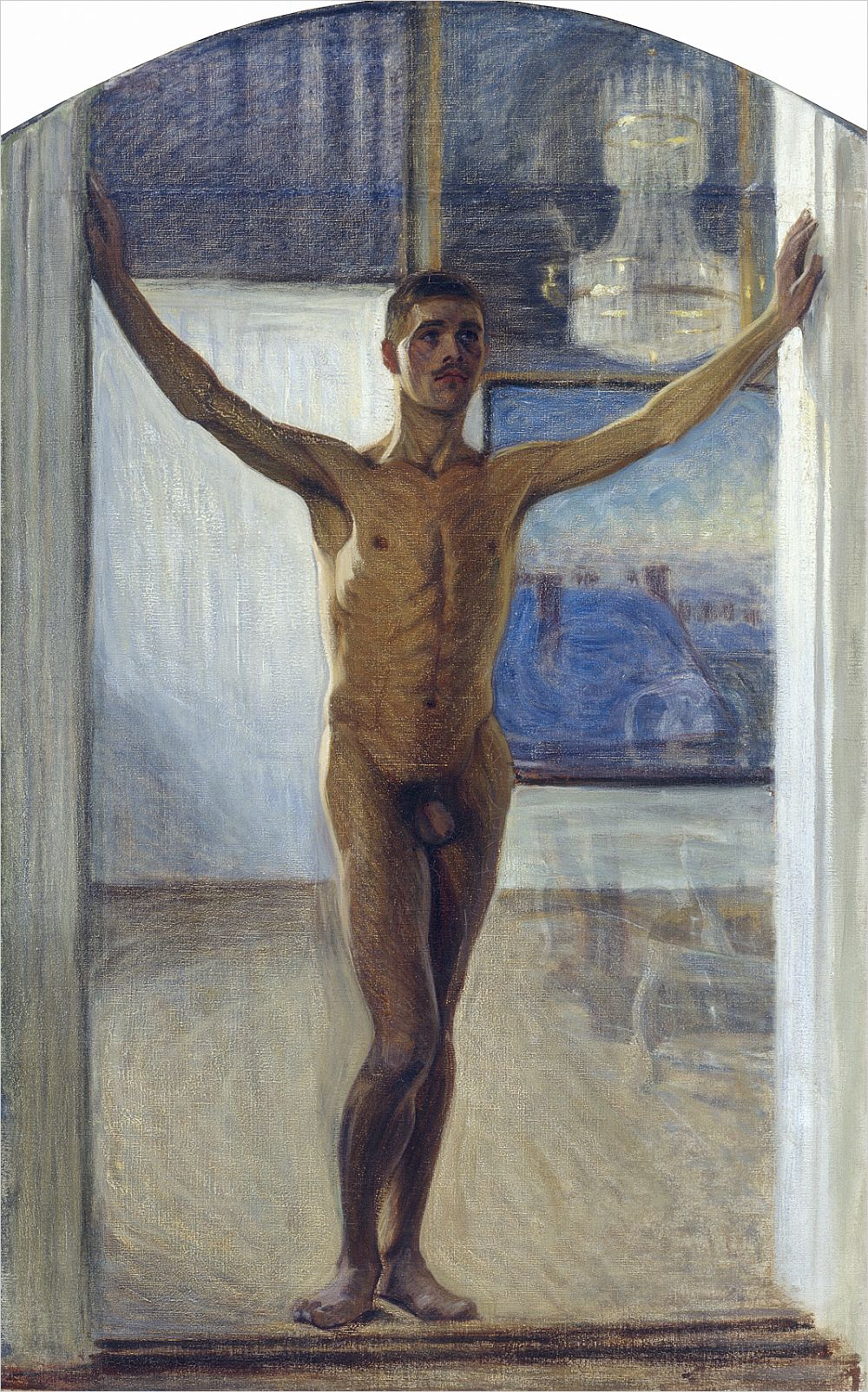
Eugène Jansson: Naken yngling, 1907

Selbst ein begeisterter Turner, hatte Jansson seit Jahren Kontakt zu anderen Athleten, die er beispielsweise in Turnvereinen und Badeanstalten kennengelernt hatte. Er gehörte zu den Anhängern der dort praktizierten Freikörperkultur, die als Teil der Lebensreform-Bewegung dem Zeitgeist entsprach. Zur Vorbereitung seiner Gemälde fotografierte er die Sportler vor Ort, teilweise standen sie ihm im Atelier Modell. In den Gemälden zeigt er wiederholt nackte Matrosen im Schwimmbad der schwedischen Marine in Skeppsholmen, schildert ihren Kunstsprung ins Becken und porträtiert sie am Beckenrand stehend. In anderen Bildern porträtierte er Kunstturner an den Ringen oder Gewichtheber. Die Beziehung zu diesen Athleten war jedoch nicht nur auf gemeinsame sportliche Aktivitäten und sein künstlerisches Interesse beschränkt, sondern hatte auch eine homoerotische Komponente, wobei Jansson seine Homosexualität nicht öffentlich bekannte. Bezeichnend hierfür ist sein Gemälde Selbstporträt bei den Schwimmern, in dem er sich mit einem Sommeranzug bekleidet vor nackten Schwimmer porträtierte und so seine Distanz zu den unbekleideten Schwimmer unterstrich. Diese Distanziertheit entsprach jedoch nicht den realen Umständen. Auch die langjährige Beziehung zu seinem Freund Knut Nyman blieb im Verborgenen. Den zehn Jahre jüngere Tischler hatte Jansson im Schwimmbad der Marine kennengelernt und ihn in mehreren Bildern porträtiert, darunter das großformatige Naken yngling (Nackter junger Mann).

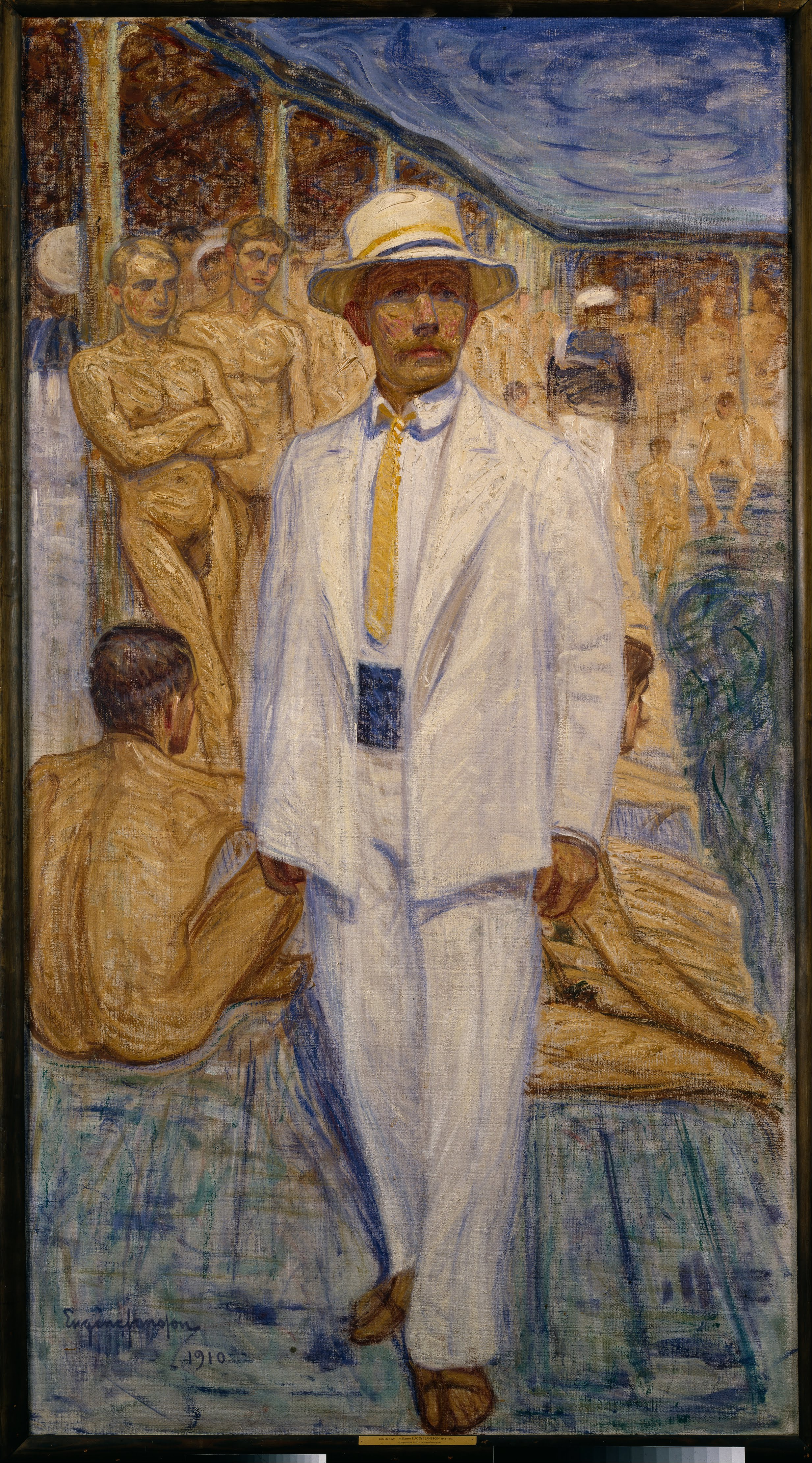
Eugène Jansson: Selbstporträt im Schwimmbad, 1910

Als Jansson 1907 seine neuen Bilder – etwa Flottans badhus (Schwimmbad der Marine) – öffentlich ausstellte, erregten sie Aufsehen, stießen allerdings teilweise auch auf Ablehnung. Auch während der Olympischen Spiele 1912 in Stockholm präsentierte Jansson seine Bilder einem breiteren Publikum. Die Reaktionen waren erneut gemischt, trotz der ganz offensichtlich außergewöhnlichen Kunst.
1913 verschlechterte sich Janssons Gesundheitszustand. Er starb 1915 an den Folgen eines Schlaganfalls im Pflegeheim Skuru sjukhem. Sein Grab befindet sich auf dem Friedhof im Stockholmer Vorort Narra.
Adrian Jansson, der selbst homosexuell war, vernichtete nach dem Tod seines Bruders Eugène dessen Briefwechsel und andere schriftliche Aufzeichnungen. Homosexualität war in Schweden bis 1944 illegal und möglicherweise befürchtete er, dass bei Hausdurchsuchungen belastendes Material gefunden werden könnte, das nach damaliger Auffassung dem Ansehen des Künstlers hätte schaden können. Hintergrund zu dieser Aktion könnte der aufsehenerregende Prozess gegen den mit Eugène Jansson befreundeten Bildhauer Nils Santesson gewesen sein, der 1907 zu einer Gefängnisstrafe verurteilt wurde.
Werke von Eugène Jansson finden sich in einer Reihe von öffentlichen Sammlungen. Hierzu zählen die Thielska galleriet, die Villa Waldemarsudde und das Nationalmuseum in Stockholm, das Kunstmuseum Göteborg, das Cleveland Museum of Art, das Detroit Institute of Arts, die National Gallery of Victoria in Melbourne und das Pariser Musée d’Orsay.